# Duplaspidiotus xishuangensis
Duplaspidiotus xishuangensis är en insektsart som beskrevs av Young 1986. Duplaspidiotus xishuangensis ingår i släktet Duplaspidiotus och familjen pansarsköldlöss. Inga underarter finns listade i Catalogue of Life.